# StarBase (base de datos biológica)
StarBase  es una base de datos biológica para decodificar Micro ARN - ARN mensajero , Long non-coding RNA, Micro ARN - sncRNA , Micro ARN-Circular RNA,  Micro ARN - Pseudogén, proteína-Long non-coding RNA,  proteína-ARN no codificante, interacciones proteína-ARN mensajero y redes ceRNA  de CLIP-Seq ( HITS-CLIP , PAR-CLIP , iCLIP , CLASH) y datos de secuenciación degradome.

## Información
StarBase proporciona herramientas web miRFunction y ceRNAFunction para predecir la función de ARN no codificante (Micro ARN, Long non-coding RNA, Pseudogén) y genes que codifican proteínas de las redes reguladoras de  Micro ARN y ceRNA . StarBase también desarrolló Pan-Cancer Analysis Platform para descifrar las redes de análisis Pan-Cancer de lncRNA, miRNA, ceRNA y proteínas de unión a ARN (RBP) mediante la extracción de perfiles clínicos y de expresión de 14 tipos de cáncer (incluidas más de seis mil muestras) del Portal de datos del Atlas del genoma del cáncer (TCGA) .